# 523. pehotni polk (Wehrmacht)
Za druge 523. polke glejte 523. polk.
523. pehotni polk (izvirno nemško Infanterie-Regiment 523) je bil eden izmed pehotnih polkov v sestavi redne nemške kopenske vojske med drugo svetovno vojno.

## Zgodovina
Polk je bil ustanovljen 30. januarja 1940 kot polk 8. vala pri Brucku iz frontnih bataljonov: II. 134. in II. 217. pehotnega polka; polk je bil dodeljen 297. pehotni diviziji. 
29. oktobra 1940 je bil I. bataljon izvzet iz sestave in dodeljen 597. pehotnemu polku; bataljon je bil nadomeščen.
15. oktobra 1942 je bil polk preimenovan v 523. grenadirski polk.